# ズッカーマン数
ズッカーマン数（ズッカーマンすう、英: Zuckerman number）とは、各位の総乗が元の数の約数であるような自然数である。
例えば、315 は各位の総乗が 3 × 1 × 5 = 15 であり、15 は 315 の約数であるので 315 はズッカーマン数である。
ズッカーマン数は無数に存在し、そのうち最小の数は 1 である。十進法でのズッカーマン数を 1 から小さい順に列記すると
1, 2, 3, 4, 5, 6, 7, 8, 9, 11, 12, 15, 24, 36, 111, 112, 115, 128, 132, 135, 144, 175, 212, 216, 224, 312, 315, 384, 432, 612, 624, 672, 735, 816, …（オンライン整数列大辞典の数列 A007602）

## 性質
数の中に一つでも 0 を含む数は各位の総乗も 0 になってしまうのでズッカーマン数でない。特に 10 の倍数はズッカーマン数でない。また一桁の数を除き、レピュニットでない素数はズッカーマン数でない。
ズッカーマン数は無数に存在する。例えば全てのレピュニットは各位の総乗が 1 なのでズッカーマン数である。さらに X が十分大きいとき X 以下のズッカーマン数の個数は少なくとも X 0.122 であるが多くとも X 0.863 でしかない。
ズッカーマン数に限らず自然数の各位の総乗は最初の 4 つの素数 2, 3, 5, 7 のみを素因数にもつ数となるが、そのような数全てがズッカーマン数の各位の総乗として現れるわけではない。例えば各位の総乗が 10 の倍数となる場合、その数自身が 10 の倍数となるためズッカーマン数でない。
一桁の数を除き、4 つ連続した自然数が全てズッカーマン数となることはない。実際、いくつかの連続した自然数が全てズッカーマン数となる場合、上記の通り 10 の倍数はズッカーマン数でないので、それらの数は一の位以外の数字が共通していなければならない。十の位が偶数の場合、一の位が奇数である数はズッカーマン数でなく、十の位が奇数の場合、一の位が 4 の倍数となる数はズッカーマン数でないからである。
一方、(1111, 1112, 1113) や (1111111, 1111112, 1111113) のように一の位以外の数字が全て 1 で一の位が 1, 2, 3 であり、桁数が 3 を法として 1 と合同である数はズッカーマン数であるから、3 つ連続した自然数が全てズッカーマン数となる組は無数に存在する。